# Caroline Rhea

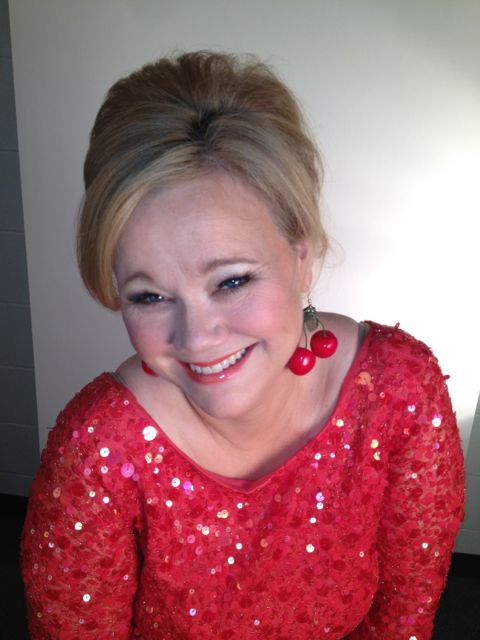
Caroline Rhea (2012)

Caroline Gilchrist Rhea (* 13. April 1964 in Montréal, Québec) ist eine kanadische Komikerin, Moderatorin und Schauspielerin. Sie wurde durch die Serie Sabrina – Total Verhext! in der Rolle Hilda Spellmann und Die Caroline Rhea Show bekannt.

## Biografie
Rhea wuchs als die Jüngste von drei Töchtern in Montréal auf, wo sie auch erste Erfahrungen sammelte. 1989 zog sie nach New York City, wo sie Stand-Up-Comedy an der The New School studierte und in diversen Comedy-Clubs auftrat. 
1995 spielte sie eine Hauptrolle in der Sitcom Pride and Joy, wodurch die Produzenten von Sabrina – Total Verhext! auf sie aufmerksam wurden. In Sabrina spielte sie von 1996 bis zum Ende der Serie 2003 eine der Hauptrollen. 
Rhea lebt seit 1996 hauptsächlich in Los Angeles. Ihren Nachnamen spricht man wie „Ray“ aus.

## Filmografie (Auswahl)
- 1987: Sommerferien – Total verrückt (Meatballs III: Summer Job)
- 1990: ABC TGIF
- 1993: Fools for Love (Fernsehfilm)
- 1995: Pride & Joy (Fernsehserie, 6 Folgen)
- 1996: The Shot
- 1996: Ein Witzbold namens Carey (The Drew Carey Show, Fernsehserie, 2 Folgen)
- 1996: Dr. Katz, Professional Therapist (Fernsehserie, Folge 3x11, Stimme von Caroline)
- 1996–2003: Sabrina – Total Verhext! (Sabrina, the Teenage Witch, Fernsehserie, 142 Folgen)
- 1998: Sabrina, the Teenage Witch: Spellbound (Videospiel, Stimme von Hilda Spellman)
- 1998: Die Nanny (The Nanny, Fernsehserie, Folge 6x08)
- 1999: Der Mondmann (Man on the Moon)
- 2000: Ready to Rumble
- 2000: Mamas Rendezvous mit einem Vampir (Mom’s Got a Date with a Vampire)
- 2001: Random – Nichts ist wie es scheint (On the Edge, Fernsehfilm)
- 2001: The Santa Claus Brothers (Fernsehfilm, Stimme von Mrs. Claus)
- 2002–2003: The Caroline Rhea Show
- 2004: Verrückte Weihnachten (Christmas with the Kranks)
- 2005: The Perfect Man
- 2005–2006: Hotel Zack & Cody (Fernsehserie, 3 Folgen)
- 2007: To Be Fat Like Me
- 2007–2015, 2024: Phineas und Ferb (Fernsehserie, Stimmen von Linda Flynn-Fletcher)
- 2009: Love N’ Dancing
- 2012: Christmas Planner
- 2013: Baby Daddy (Fernsehserie, Folge 2x07 sowie 5x12)
- 2014: Maron (Fernsehserie, Folge 2x06)
- 2015: 2 Broke Girls (Fernsehserie, Folge 4x22)
- 2016: Bruno ans Boots
- 2019–2021: Sydney to the Max (Fernsehserie, 62 Folgen)
- 2020: Chilling Adventures of Sabrina (Fernsehserie, Folgen 2x13 und 2x15)
- 2020: Phineas und Ferb: Candace gegen das Universum (Phineas and Ferb: Candace Against the Universe) [Stimme]
- 2021: Debbie Macomber's A Mrs. Miracle Christmas (Fernsehfilm)
- 2024: Holiday Mismatch (Fernsehfilm)